# Emanuel Philibert von Waldstein-Wartenberg
Emanuel Philibert Graf von Waldstein, ab 1758 Graf von Waldstein und Wartenberg (voller Name Emanuel Philibert Johann Josef Karl Adam Prosper Peter Franz von Waldstein und Wartenberg; * 2. Februar 1731 in Wien; † 22. Mai 1775 in Trebitsch) war ein böhmischer Adliger und kaiserlicher Kammerherr aus dem Hause Waldstein-Wartenberg.

## Leben
Er war ein Sohn des Franz Joseph Graf von Waldstein und dessen Frau Maria Josepha von Trauttmansdorff-Weinsberg. Nach dem Aussterben der Grafen von Wartenberg ging deren Wappen und Titel 1758 erblich an die Duxer Linie der Grafen von Waldstein über. Im Jahre 1760 erbte Emanuel Philibert die Familienfideikommissherrschaft Dux mit Ober-Leitensdorf samt dem Allodialgut Maltheuer von seinem Vater.
In Dux errichtete er eine Strumpfmanufaktur und unter seiner Regentschaft wurde auch die erste Kohlengrube Heilige Dreifaltigkeit in Betrieb genommen. Im Jahre 1775 gründete er bei der herrschaftlichen Tuchfabrik in Ober-Leitensdorf ein neues Waisenhaus.
Erbe des Familienbesitzes wurde nach seinem Tode sein ältester Sohn Joseph Karl Emanuel Graf von Waldstein und Wartenberg.

## Familie
Emanuel Philibert heiratete am 21. Mai 1754 Maria Anna Theresia von Liechtenstein, der er das Jagdschloss Lichtenwald bei Fleyh zum Hochzeitsgeschenk machte. Das Paar hatte mehrere Kinder:
1. Joseph Karl Emanuel von Waldstein und Wartenberg (1755–1814)
2. Johann Friedrich Paternus von Waldstein und Wartenberg (1756–1812), Bischof von Seckau
3. Maria Christina Josepha Xaveria Barbara Leonora von Waldstein und Wartenberg (1757–1763)
4. Franz de Paula Adam Norbert Wenzel Ludwig Valentin von Waldstein und Wartenberg (1759–1823), ⚭ Karolina Ferdinandi
5. Maria Antonia von Waldstein und Wartenberg (1760–1763)
6. Ferdinand Ernst Joseph Gabriel von Waldstein und Wartenberg (1762–1823), ⚭ Isabella Maria Anna Franziska Rzewuska
7. Maria Anna von Waldstein und Wartenberg (1763–1807), ⚭ José Joaquín de Silva-Bazán, 10. marqués de Santa Cruz
8. Maria Elisabeth von Waldstein und Wartenberg (1764–1826), ⚭ Joseph Karl Ferdinand von Dietrichstein-Hollenburg
9. Maria Theresia von Waldstein und Wartenberg (1766–1796), ⚭ Henri de Fourneau de Cruquenbourg, count de Cruquenbourg
10. Maximilian Joseph von Waldstein und Wartenberg (1767–1772)
11. Maria Ludovika von Waldstein und Wartenberg (1768–1826), ⚭ Joseph Graf Wallis Freiherr von Karighmain